# 北田町駅
北田町駅（きたたまちえき）は、静岡県浜松市（現・中央区）北田町にあった遠州鉄道奥山線の駅（廃駅）である。奥山線の廃線に伴い1964年（昭和39年）11月1日に廃駅となった。

## 歴史
- 1915年（大正4年）9月20日：浜松鉄道板屋町駅（後の遠鉄浜松駅） - 元城駅間延伸開通に伴い田町口駅（たまちぐちえき）として開業[1][2]。
- 時期不詳：貨物輸送廃止。同時に無人化[3]。
- 1945年（昭和20年）頃：廃止[1][2]。
- 1952年（昭和27年）7月5日：田町口駅と同位置にて北田町駅として再開業[1]。
- 1964年（昭和39年）11月1日：奥山線の廃線に伴い廃止となる[1][2][4]。

## 駅構造

### 田町口駅時代
列車交換可能な交換駅であった。そのほか貨物ホームを有する規模の大きな駅であった。戦前・戦中は軍事物資と兵員の輸送で賑わったというが、附近の日本楽器（現・ヤマハ）が飛行機の部品製造を打ち切った後、貨物線が撤去され無人化、さらに廃止に到った。

### 北田町駅時代
廃止時点で、単式ホーム1面1線を有する地上駅であった。
列車交換設備を有さない無人駅となっていた。

## 駅周辺
戦前・戦中は軍需施設が多くあった。
- 国道152号[6]
- 元浜橋[6]
- 新川

## 駅跡
2007年（平成19年）8月時点では「みどり公園」という小公園となっており、傍らには「奥山線 北田町停車場跡」と記載された碑が建っていた。
また、遠鉄浜松駅跡から当駅跡までの線路跡は、1997年（平成9年）時点では細い路地になっていた。2007年（平成19年）8月時点でも同様であったが、新川沿いに川の南側を走っていた区間は堤防の位置も変わった様であり、堤防脇まで人家が建ち並んでいるために痕跡はなかった。2010年（平成22年）時点でも同様であった。当駅跡から元城方の線路跡は、1997年（平成9年）時点では遠鉄浜松方同様、細い路地になっており、2007年（平成19年）8月時点、2010年（平成22年）時点でも同様であった。

## 隣の駅
遠州鉄道
奥山線
遠鉄浜松駅 - 北田町駅 - 元城駅